# Mary Therese Friel

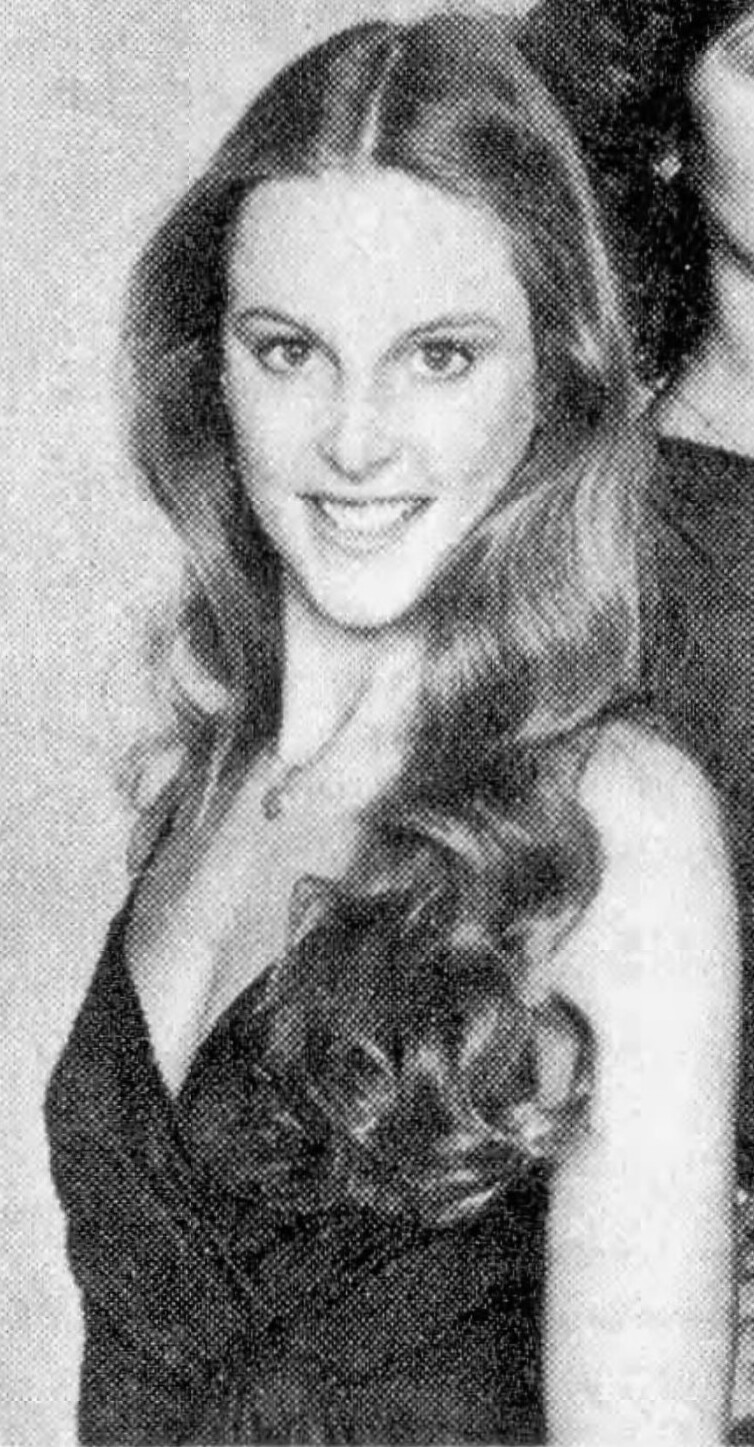
Mary Therese Friel

Mary Therese Friel (Rochester, 1960) è una modella statunitense.

## Biografia
Cresciuta a Pittsford nello stato di New York, Mary Therese Friel nel 1979 è stata incoronata prima Miss New York, e nello stesso anno anche Miss USA. Ha partecipato anche a Miss Universo 1979, arrivando sino alle semifinali, ma perdendo contro la venezuelana Maritza Sayalero.
In seguito divenne una affermata modella, grazie ad un contratto con la Ford Models, con cui lavorò sino al 1983. Nel 1987 fondò la propria agenzia di moda, insieme al marito Kent, in cui si occupa anche di allenare e fornire borse di studio per le modelle e le reginette di bellezza.